# Osteocephalus alboguttatus
Espèce
Synonymes
- Hyla alboguttata Boulenger, 1882

Statut de conservation UICN

 LC  : Préoccupation mineure
Osteocephalus alboguttatus est une espèce d'amphibiens de la famille des Hylidae.

## Répartition
Cette espèce est endémique d'Équateur. Elle se rencontre en dessous de 600 m d'altitude dans le bassin Amazonien.
Elle a été observée dans les provinces de Sucumbíos, d'Orellana et de Napo.

## Publication originale
- Boulenger, 1882 : Catalogue of the Batrachia Salientia s. Ecaudata in the collection of the British Museum, ed. 2, p. 1-503 (texte intégral).